# Mike Foppen
Mike Foppen (* 29. November 1996 in Nijmegen) ist ein niederländischer Leichtathlet, der im Mittel- und Langstreckenlauf antritt.

## Sportliche Laufbahn
Erste internationale Erfahrungen sammelte Mike Foppen im Jahr 2017, als er bei den U23-Europameisterschaften in Bydgoszcz im 1500-Meter-Lauf in 3:51,25 min den zehnten Platz belegte. Anschließend nahm er an der Sommer-Universiade in Taipeh teil und erreichte dort nach 14:40,91 min Rang 14 über 5000 Meter. Bei den Crosslauf-Europameisterschaften 2018 in Tilburg erreichte er in 24:29 min Rang 20 und 2019 schied er bei den Halleneuropameisterschaften in Glasgow mit 7:57,55 min in der Vorrunde im 3000-Meter-Lauf aus. Anfang Juli startete er erneut bei den Studentenweltspielen in Neapel und kam diesmal mit 3:48,19 min nicht über die erste Runde über 1500 Meter hinaus. Im Dezember lief er bei den Crosslauf-Europameisterschaften in Lissabon nach 31:40 min auf Rang 32 ein. 2021 verpasste er dann bei den Halleneuropameisterschaften in Toruń mit 7:49,99 min den Finaleinzug im 3000-Meter-Lauf. Kurz zuvor verbesserte er in Liévin mit 7:42,55 min den niederländischen Hallenrekord über diese Distanz. Im August startete er über 5000 m bei den Olympischen Spielen in Tokio und kam dort im Vorlauf nicht ins Ziel. Im Dezember wurde er bei den Crosslauf-Europameisterschaften in Dublin nach 31:20 min 20. im Einzelrennen.
2022 belegte er bei den Europameisterschaften in München in 13:27,93 min den fünften Platz über 5000 Meter und im Dezember gelangte er bei den Crosslauf-Europameisterschaften in Turin nach 30:44 min auf Rang 24 im Einzelrennen. Im Jahr darauf wurde er bei den Halleneuropameisterschaften in Istanbul mit 7:50,95 min Elfter über 3000 Meter. Im August schied er bei den Weltmeisterschaften in Budapest mit 13:38,94 min im Vorlauf über 5000 Meter aus. 2024 wurde er bei den Europameisterschaften in Rom in 13:32,77 min 18. über 5000 Meter. Anschließend gelangte er bei den Olympischen Sommerspielen in Paris mit 13:21,56 min im Finale auf den 13. Platz. Im Jahr darauf schied er bei den Halleneuropameisterschaften in Apeldoorn mit 7:53,32 min in der Vorrunde über 3000 Meter aus und gelangte bei den erstmals ausgetragenen Straßenlauf-Europameisterschaften in Löwen mit 28:13 min auf den achten Platz im 10-km-Straßenlauf.
In den Jahren von 2019 bis 2021 und 2023 wurde Foppen niederländischer Meister im 5000-Meter-Lauf sowie 2016 über 1500 Meter. Zudem wurde er von 2019 bis 2021 Hallenmeister über 3000 Meter.

## Persönliche Bestzeiten
- 1500 Meter: 3:35,67 min, 7. September 2022 in Pfungstadt
  - 1500 Meter (Halle): 3:38,99 min, 3. Februar 2024 in Boston
  - Meile (Halle): 3:54,82 min, 3. Februar 2024 in Boston
- 2000 Meter: 4:58,92 min, 24. Juli 2020 in Bern
  - 2000 Meter (Halle): 5:04,10 min, 17. Februar 2022 in Liévin (nationale Bestleistung)
- 3000 Meter: 7:34,47 min, 25. August 2024 in Chorzów
  - 3000 Meter (Halle): 7:38,20 min, 7. Februar 2025 in Karlsruhe
- 5000 Meter: 13:05,66 min, 15. Juli 2023 in Heusden-Zolder (niederländischer Rekord)
  - 5000 Meter (Halle): 13:08,60 min, 26. Januar 2024 in Boston (niederländischer Rekord)
- 5-km-Straßenlauf: 13:26 min, 5. April 2025 in Nijmegen
- 10-km-Straßenlauf: 27:59 min, 25. Februar 2024 in Castelló de la Plana (niederländischer Rekord)